# La Cuenca
La Cuenca es una localidad española de la provincia de Soria, en la comunidad autónoma de Castilla y León. El pueblo, perteneciente al municipio de Golmayo, está ubicado en la comarca de Frentes. 

## Geografía
Situada al sur de la sierra de Cabrejas, integrante del sistema Ibérico, en un anticlinal conocido geográficamente con ese nombre. Forma parte del partido judicial de Soria.
Constituye uno de los conjuntos más notables de arquitectura tradicional, por su magnitud, integridad y perfecto estado de conservación, con un caserío que se ha mantenido prácticamente íntegro desde el siglo XVIII.

## Historia
Se lee en el Diccionario de Madoz de 1847: LA CUENCA. l. con ayunt. en la prov. de Soria (4 leg.), part. jud. de Almazan (4), aud. terr. y c. g. Burgos (30), dioc. de Osma (6): SIT. al pie de un cerro con exposición al S. goza de CLIMA SANO: tiene 64 casas; la del ayunt.; escuela de instrucción primaria concurrida por 40 alumnos, bajo la dirección de un maestro, sacristán y secretario de ayuntamiento, dotado por el primer cargo con 20 fan. de trigo que pagan por mitad, los fondos públicos y los padres de los discípulos. Hay una iglesia parr. de primer ascenso ( Ntra. Sra. de La Asunción), servida por un cura de provisión real y ordinaria de concurso: TÉRMINO: confina con los de Villaciervillos; Ribamilanos; Calatañazor y La Aldehuela, dentro de él se encuentra una ermita: el TERRENO fertilizado en parte por el río Milanos, es en general frío y de poca sustancia, comprende un buen monte enebral con bastantes pastos. CAMINOS: los locales y la carretera que conduce desde Soria al Burgo. CORREO: se recibe y despacha en la adm. de Soria. PRODUCCIÓN: trigo común, centeno, cebada, avena, cáñamo, legumbres y hortalizas, se cría ganado lanar y vacuno y algunas caballerías, INDUSTRIA: la agrícola, un molino harinero, algunos telares de lienzos y paños ordinarios para el consumo de los naturales y la arrieria a la que se dedicaban varios vecinos. COMERCIO.: exportación de sobrantes de frutos y algún ganado, y conducción de leñas de combustible a Soria, en donde se surten de los art. que faltan. POBLACIÓN: 56 vec. 220 alm. CA. IMP.: 57,371 rs. 6 mrs.
A la caída del Antiguo Régimen la localidad se constituye en municipio constitucional en la región de Castilla la Vieja, partido de Almazán  que en el censo de 1842 contaba con  56 hogares y 220 vecinos.
A finales del siglo XX este municipio desaparece porque se integra en Golmayo, que contaba entonces con 45 hogares y 169 habitantes.

## Demografía
| Gráfica de evolución demográfica de La Cuenca entre 1842 y 1960 |
| |
| Población de derecho según los censos de población del INE Población de hecho según los censos de población del INEEntre el censo de 1970 y el anterior, este municipio desaparece porque se integra en el municipio 42095 (Golmayo) |

En el año 1981, esta localidad contaba con 16 habitantes concentrados en el núcleo principal, pasando a 15 en 2010, 9 varones y 6 mujeres.

### Evolución de la población (1877-1960)
| Año  | Hombres | Mujeres | Total |
| ---- | ------- | ------- | ----- |
| 1877 | 139     | 162     | 301   |
| 1887 | 156     | 163     | 319   |
| 1900 | 150     | 131     | 281   |
| 1920 | 129     | 132     | 261   |
| 1940 | 100     | 102     | 202   |
| 1950 | 86      | 101     | 187   |
| 1960 | 84      | 85      | 169   |

| Gráfica de evolución demográfica de La Cuenca entre 2000 y 2010                                  |
|                                                                                                  |
| Población de derecho (2000-2010) según los censos de población del INE a 1 de enero de cada año. |

## Patrimonio

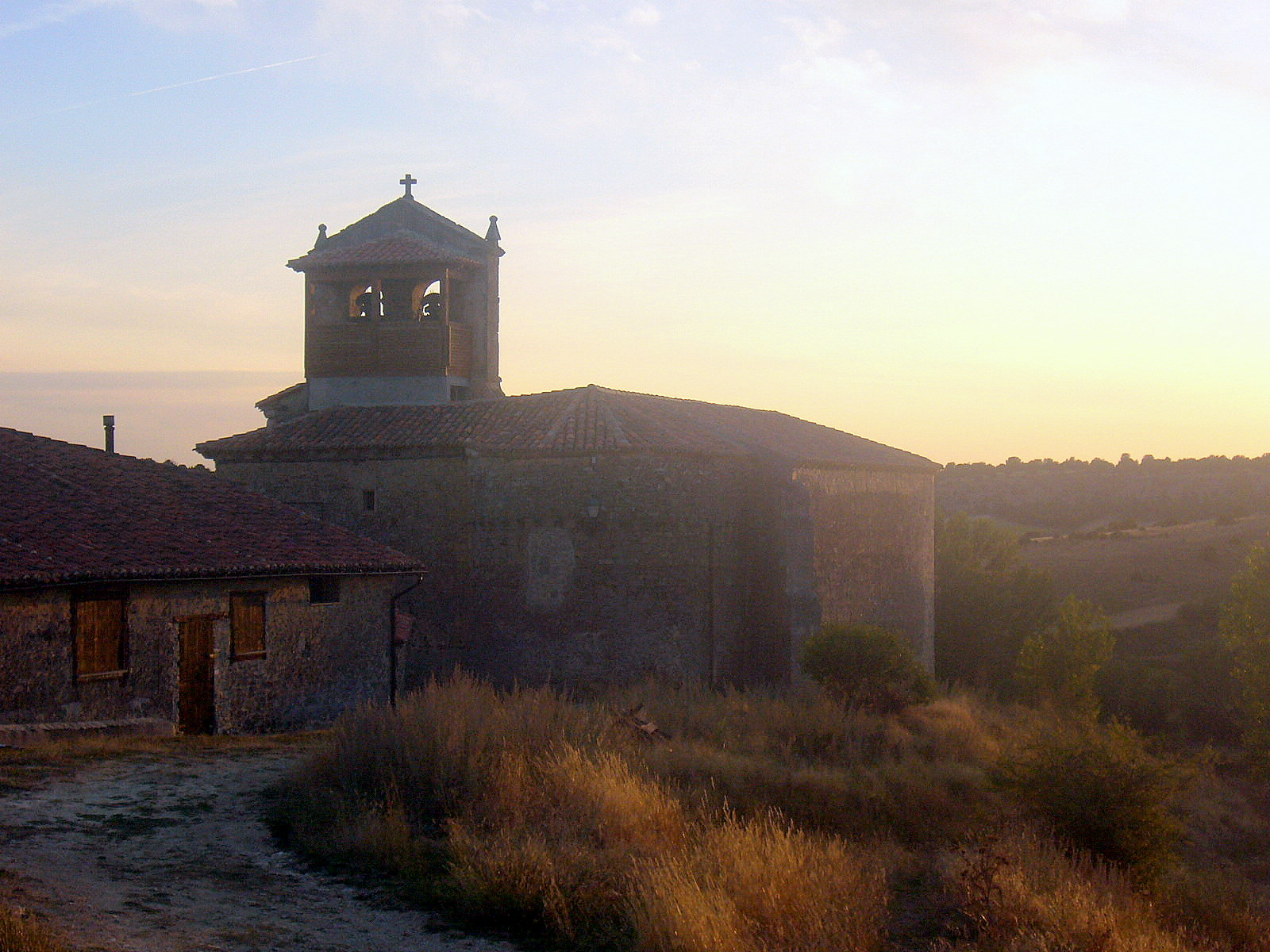
Iglesia románica de la Asunción

Constituye uno de los conjuntos más notables de arquitectura tradicional, por su magnitud, integridad y perfecto estado de conservación, con un caserío que se ha mantenido prácticamente íntegro desde el siglo XVIII.
Se trata de un núcleo representativo de una zona de transición entre los modelos de asentamiento del sistema Ibérico y el Valle del Duero, caracterizado por construcciones típicas de una zona serrana de gran altitud, con algunas variaciones en los modos de agrupación, en las que destaca la denominada chimenea cónica pinariega como elemento significativo.
El núcleo urbano de la Cuenca se encuentra aislado, rodeado de extensas dehesas de sabinas, que son la base del gran desarrollo de la arquitectura de entramados de madera. La madera de sabina es utilizada por su dureza tanto en exteriores como interiores y elementos estructurales.

### Elementos arquitectónicos principales
La vivienda presenta generalmente dos plantas, el piso bajo normalmente de piedra de mampostería, y el superior entramado en todo o en parte. El cuajado de los entramados varía desde el adobe y tapial al ladrillo, piedra, encestado, etc. La cubierta de la casa, generalmente de teja sobre una capa de ramaje o hierba seca, puede ser a cuatro aguas, o a dos, achaflanada en uno de sus hastiales. El pajar a menudo se sitúa sobre la cuadra.
La vivienda, presenta por lo general pequeños y escasos huecos, y en ocasiones galerías corridas con el balaustre a ras de fachada o volando sobre ellas, así como blasones de madera volados de palos torneados, rematados en un pequeño tejaroz.
En su interior, un espacioso zaguán de entrada con escalera que conduce al piso superior y en ocasiones con acceso directo a la cuadra. A través del zaguán se accede a la gran cocina, que generalmente presenta suelo de tierra apisonada o canto rodado, con el hogar directamente en el suelo o sobre una poyata de pequeña altura, sobre el que se sitúa la chimenea.
Es sin duda la chimenea el elemento más significativo de la vivienda pues otorga un perfil inconfundible a estas construcciones. De grandes dimensiones, puede tener de 2 a 3 metros de altura y 3 o 4 metros de diámetro. Formada por un encestado troncocónico de varas de enebro o sabina repelladas interior y exteriormente con una capa de barro o mortero de cal, y recubierta con tejas que a modo de escamas protegen de las inclemencias meteorológicas. Se remata con un copete formado por 3 o 4 tablas o tejas recortadas en punto de lanza, fijadas por abajo a un aro de madera situado sobre la boca de la chimenea y unidas entre sí en el extremo superior por una pieza terminada en punto o en una pequeña esfera.

## Fiestas
El 15 y 16 de agosto: en honor a la Virgen de la Asunción y de San Roque; la semana previa la Asociación de Amigos de La Cuenca (con unos 230 asociados), organiza la semana cultural, destinada al entretenimiento de pequeños y mayores.
El 2 de febrero: Fiesta de las Candelas (antigua fiesta del pueblo).

## Despoblados
Hay noticia de otros lugares habitados en el pasado y que aparecen como despoblados: 
San Lucas 